# Данко, Эмиль
Эмиль Данко (фр. Émile Danco; 29 ноября 1869 — 5 июня 1898) — бельгийский исследователь, магнитолог, физик. Выпускник Королевской военной школы, лейтенант артиллерии и близкий друг Адриана де Жерлаша де Гомери, сопровождал его в экспедицих в Гренландию и Норвегии. В 1895 году был прикомандирован к военно-географическому институту Вены, где занимался изучением геодезии. Участник Бельгийской антарктической экспедиции, на судне «Бельжика» (1897—1899), власти не хотели давать ему разрешения на участие в экспедиции из-за слабого здоровья, потребовалось вмешательство архиепископа города Мехелен.
В начале зимы 1898 года у него появились проблемы с дыханием, в середине мая болезнь начала прогрессировать. Руаль Амундсен написал в своём дневнике: «Данко в последнее время плохо себя чувствовал. Это порок сердца». Скончался 5 июня 1898 года от сердечного приступа, его тело было спущено в море, а его должность занял Жорж Лекуант.

## Память
- В честь него назван берег и остров на Антарктическом полуострове (координаты64°42′ ю. ш. 62°00′ з. д.HGЯO)[5][6].
- Его имя носят площадь в коммуне Уккел и астероид (9812) Данко[фр.].